# 特雷布加斯特
特雷布加斯特是德国巴伐利亚州的一个市镇。总面积17.09平方公里，总人口1615人，其中男性835人，女性780人（2011年12月31日），人口密度94人/平方公里。